# Fernanda Beling
Fernanda Nevez Beling (Belo Horizonte, 5 de Dezembro de 1982) é uma basquetebolista profissional brasileira. Atualmente joga no Catanduva.

## Carreira
Fernanda Nevez Beling fez parte do elenco da Seleção Brasileira de Basquetebol Feminino, nas Olimpíadas de 2008.